# Melissa Humana-Paredes
Melissa Humana-Paredes, född 10 oktober 1992 i Toronto, Kanada, är en volleyboll- och beachspelare.
Humana-Paredes föddes i Toronto till politiska flyktingar från Chile. Hennes pappa Hernán Humaña var volleybollspelare och -tränare, som spelat i Chiles herrlandslag i volleyboll, medan hennes mor Myriam Paredes var balettdansör. Hon började spela volleyboll som tolvåring och har representerat Kanada i sporten sedan hon var 16 år gammal. Hon studerade kommunikation vid York University och spelade med deras lag York Lions i U Sports i inomhusvolleyboll.
Humana-Parades vann silver vid U21-VM i beachvolley 2011 tillsammans med Victoria Altomare. Senare började hon spela tillsammans med Taylor Pischke (på initiativ av deras respektive pappor, som bägge var beachvolleytränare). De tränades av John Child. De vann brons vid U23-VM i beachvolley 2013 och 2014. De nådde åttondelsfinal vid VM 2015 och semifinal vid panamerikanska spelen 2015.
Humana-Parades började spela med Sarah Pavan 2016. De vann guld vid VM 2019. De vann två turneringar både på FIVB Beach Volleyball World Tour och på AVP Tour samma år. Vid OS 2020 (som hölls 2021) gick laget till kvartsfinal. Laget vann också samväldesspelen 2018 och 2022. Sedan 2022 spelar Humana-Parades med Brandie Wilkerson.